# Gephyrocrinus grimaldii
Gephyrocrinus grimaldii is een zeelelie uit de familie Hyocrinidae.
De wetenschappelijke naam van de soort werd in 1902 gepubliceerd door René Koehler & Francis Arthur Bather.